# Kloster Ilm

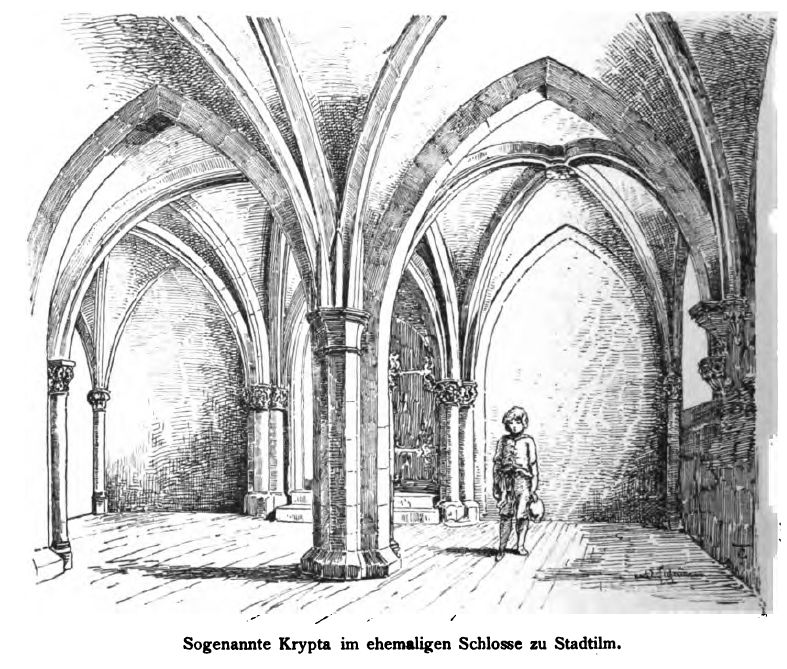
E. Liebermann – Ansicht der sogenannten Krypta im Schloss zu Stadtilm (um 1890)

Kloster Ilm war ein im Mittelalter bedeutendes Zisterzienserinnen-Kloster in Thüringen, gelegen am gleichnamigen Fluss Ilm.
Das Kloster wurde 1275 in der Stadt Ilm (heute Stadtilm) durch Graf Günther VII. von Schwarzburg an der Stelle des heutigen Rathauses von Stadtilm gegründet, indem er das Zisterzienserkloster in Saalfeld nach Stadtilm verlegte. 1287 erfolgte die Weihe des Klosters, welches neben Maria und Benedikt von Nursia auch dem hl. Nikolaus von Myra geweiht war.
Erste Äbtissin wurde Irmengard, eine Tochter Günthers VII. Die Grafen von Schwarzburg übten die Vogtei über das Kloster aus.
Am 17. Januar 1492 kam es zu einem Brand im Kloster, bei dem das Dormitorium und der Kreuzgang zerstört wurden und großer Schaden am Inventar entstand.
Während des Bauernkriegs ließ Graf Günther XXII. (XXXIX.) von Schwarzburg, „der Bremer“, am 23. April 1525 die Kostbarkeiten des Zisterzienserklosters heimlich nach Arnstadt bringen (darunter das Klosterarchiv), um sie vor Plünderungen durch aufständische Bauern zu schützen.
Das Kloster bestand rund 250 Jahre. Infolge der Reformation wurde Stadtilm 1533 evangelisch, das Kloster wurde 1540 säkularisiert. Der Besitz (Amt Seebergen) ging als Kammergut an die Schwarzburger Grafen. Die letzte Äbtissin, Gräfin Margarete von Schwarzburg, verließ die Stadt.
Große Teile der Bauten verfielen. Erst 1599 wurde der Stadtilmer Vertrag zwischen Kirche und Adel geschlossen und die Besitzstreitigkeiten um das ehemalige Kloster beigelegt. Ab 1628 ließen die Söhne des Grafen Albrecht VII. das Gebäude zum Schloss Stadtilm umbauen.
Beim großen Stadtbrand vom 1. August 1780 fiel auch das nach 1628 erbaute Schloss (mit Ausnahme der Krypta und des Turmes) den Flammen zum Opfer.